# Frank J. Mrvan
 (Hammond, 16 aprile 1969) è un politico e avvocato statunitense, membro della Camera dei Rappresentanti per lo stato dell'Indiana dal 2021.

## Biografia
Nato e cresciuto ad Hammond, Mrvan studiò giornalismo alla Ball State University. Lavorò poi come agente di commercio e nel 2005, entrato in politica con il Partito Democratico, fu nominato amministratore della North Township.
Quando nel 2021 il deputato in carica da trentasei anni Pete Visclosky annunciò il proprio ritiro dalla Camera dei Rappresentanti, Mrvan si candidò per il seggio e, dopo aver vinto le primarie democratiche riuscì a sconfiggere l'avversario repubblicano venendo eletto.